# Bomberman Max
Bomberman Max (ボンバーマンＭＡＸ Bonbāman Makkusu?) är ett datorspel släppt för Game Boy Color den 14 maj 2000. Spelet följdes av Bomberman Max 2 som släpptes för Game Boy Advance den 4 juni 2002. Det finns två versioner som heter Bomberman Max: Blue Champion och Bomberman Max: Red Challenger. I  Blue Champion  är  spelbara karaktärer Bomberman där i Red Challenger är det spelbara tecknet Max.
En tredje version av spelet, Bomberman Max: Ain Version, var en Japan-exklusiv begränsad upplaga. Begränsat till 2000 kopior, var det endast tillgängligt genom en tävlingskamp..